# Jaroslav Janiš
Jaroslav Janiš (Olomouc, 8 de julho de 1983) é um automobilista tcheco.
Disputou provas pela Fórmula 3000, Champ Car em 2004, pela A1 Team República Checa, entre outras.